# Francesca e Nunziata (film)
Francesca e Nunziata è un film per la televisione del 2002, diretto da Lina Wertmüller, basato sul romanzo omonimo di Maria Orsini Natale. La regista aveva letto il libro ancora prima che venisse pubblicato ed è riuscita a far recitare Sophia Loren in Italia dopo diversi anni di assenza. Tra l'altro la Loren canta anche una canzone nei titoli.

## Differenze tra romanzo e film
Il film tratta solo una parte della storia narrata nel romanzo. Il libro infatti inizia col raccontare la storia di Francesca dalle origini, nell'antico mulino del nonno ad Amalfi e prosegue con il loro trasferimento a Torre Annunziata e l'intersecarsi delle vicende della famiglia di Francesca con gli eventi legati all'unità d'Italia; di conseguenza, l'ascesa della famiglia nel campo dell'arte bianca e la caratterizzazione di personaggi importanti nella prima parte del romanzo, come il nonno Giuseppe, la nonna Trofimena ed il papà di Francesca, Salvatore De Crescenzo, sono elementi appena accennati o sorvolati nella trasposizione. Parimenti, anche dopo quello che corrisponde al finale del film, ossia l'ultimo colloquio tra Donna Francesca e Nunziata, nel romanzo segue l'affermarsi di Nunziata, la descrizione dei suoi rapporti famigliari e non, il legame coltivato con i Montorsi fino alla sua dipartita.
Tutto il romanzo è connotato, a partire dai discorsi del nonno Giuseppe fino ai pensieri di Donna Francesca, da un'asprissima critica all'Italia unita e a Casa Savoia nonché da un rimembrare nostalgico nei confronti del Regno delle Due Sicilie ed in particolare dell'eroismo del suo  ultimo re, legato a doppio filo con la famiglia di Francesca che durante l'assedio di Gaeta si trasferì ivi subendo anche un doloroso lutto.
Nel film è assai accentuata la storia d'amore tra Nunziata e Federico, nel romanzo descritta in maniera assai meno dettagliata e sottolineata nei ricordi della protagonista soltanto nell'ultima parte del romanzo. Nel libro, invece, si accennano ad episodi di attenzione nei confronti di Nunziata anche da parte di altri componenti della famiglia adottiva. Mentre quindi il film dà grande importanza alla love story tra i due giovani protagonisti, il romanzo viene a presentarsi come un'epopea della famiglia De Crescenzo-Montorsi-Limieri e delle vicende storiche che vanno dalla metà Ottocento sino allo scoppio della Seconda guerra mondiale.

## Produzione
Il film, prodotto da Adriano Ariè per la Solaris cinematografica, e da Media Trade e girato a Procida tra ottobre e dicembre 2000 è stato mostrato al Montréal Film Festival il 16 agosto 2001, e programmato in televisione l'anno successivo. Il film è tratto dal libro di Maria Orsini Natale, Francesca e Nunziata, Anabasi, 1995.

## Trama
Inizi del XX secolo. Francesca, umile pastaia divenuta nobile dopo aver sposato il principe Giordano Montorsi, adotta l'orfanella Nunziata. A differenza dei nove figli naturali di Francesca, la nuova arrivata è particolarmente interessata al lavoro della madre adottiva che è proprietaria del fiorente pastificio "Montorsi e figli". Francesca sente un'affinità immediata con la bambina nella quale vede da subito l'erede a cui tramandare la sua arte. Così Nunziata inizia a lavorare al pastificio apprendendo da Francesca tutti i segreti del mestiere. Gli anni trascorrono: Nunziata è diventata il fidato braccio destro di Francesca. La ragazza e Federico, il primogenito dei Montorsi, si innamorano. Egli vorrebbe convolare a nozze ma Nunziata teme di provocare uno scandalo e causare un dispiacere a Francesca per la quale nutre una devozione incondizionata.  
In seguito ad alcuni malintesi, Giordano si sente sminuito da Francesca e dal suo essere una donna d'affari indipendente. Così, dopo un iniziale allontanamento dalla moglie, decide di intraprendere  l'attività di banchiere chiedendo però a Francesca di porre il pastificio come garanzia. Ella, temendo di perdere l'amore del marito, accetta pur sapendo che Giordano non ha attitudine alcuna per il mondo degli affari. Di lì a poco infatti Francesca si ritrova a dover porre rimedio ai cattivi investimenti del marito e per non perdere il pastificio è costretta ad aumentarne la produzione. Ciò comporta l'entrare in affari con l'armatore Don Giacomo Ruotolo il cui bastimento transoceanico potrebbe raddoppiare le spedizioni di pasta verso l'America, i costi dell'armatore saranno finanziati dal Banco di Napoli, di cui Giordano è banchiere. Per suggellare l'affare Francesca (ignara del sentimento che lega Nunziata e Federico) combina il matrimonio tra quest'ultimo e la figlia di Don Giacomo. Sapendo di dover perdere l'amato, Nunziata gli si concede e rimane incinta all'insaputa di tutti. Scoperta la gravidanza, Francesca si sente tradita e, senza voler conoscere la paternità del nascituro, caccia la ragazza da Villa Montorsi e dall'azienda di famiglia costringendola ad accettare un matrimonio riparatore con Angelo Limieri, capo-operaio del pastificio. Nonostante tutto però Francesca intende ricompensare la ragazza per il lavoro svolto e Nunziata chiede due ingegni per fare i maccheroni.   
A causa della cattiva gestione di Giordano, la situazione finanziaria dei Montorsi precipita, schiacciato dai debiti e dal senso di colpa, il principe tenta il suicidio sparandosi un colpo di pistola in testa e rimane gravemente invalido. Sfumato l'affare con Don Giacomo, Francesca è costretta a vendere i macchinari della stessa azienda proprio a Nunziata che nel frattempo ha aperto un suo pastificio e i cui affari sono ottimi.   
Anni dopo, Francesca dichiara il fallimento ed è costretta a lasciare Villa Montorsi ora all'asta giudiziaria. Prima di partire la donna manda a chiamare Nunziata pregandola di comprare le proprietà di famiglia. Conscia di poter essere perfettamente compresa, Francesca ammette il rimorso per aver assecondato Giordano sacrificando sia il pastificio sia la felicità di Nunziata e Federico.  Dopo averle confessato un ultimo terribile segreto e il dolore provato dopo averla allontanata, Francesca si congeda da Nunziata e lascia per sempre la sua casa.    